# Зайн-Витгенщайн-Зайн
Зайн-Витгенщайн-Зайн (на немски: Sayn-Wittgenstein-Sayn) е една от трите линии на немската благородническа фамилия Зайн-Витгенщайн в Рейнланд, образувана през 1607 г.
Линията Зайн-Витгенщайн притежава владения около Хомбург-Брьол и част от витгенщайнското наследство около Бад Ласпе и Берлебург.
Първата линия Зайн-Витгенщайн-Зайн се образува от графовете на Графство Зайн, когато Анна Елизабет фон Зайн-Зайн (1572 – 1608) се омъжва на 1 юни 1591 г. за граф Вилхелм III фон Зайн-Витгенщайн (1569– 1623). През 1636 г. тази линия изчезва със смъртта на седемгодишния наследствен граф Лудвиг (1628 – 1636), син на Луиза Юлиана фон Ербах (1603 – 1670) и граф Ернст фон Зайн-Витгенщайн († 1632).
Втората линия Зайн-Витгенщайн-Зайн е основана от синовете от втория брак на граф Вилхелм III с графиня Анна Отилия фон Насау-Вайлбург (1582 – 1635). Тази линия изчезва през 1846 г. със смъртта на граф Густаф фон Зайн-Витгенщайн-Зайн.
Граф Лудвиг Франц II (1694 – 1750) поставя началото на линията Зайн-Витгенщайн-Берлебург-Лудвигсбург. От 1834 г. членовете от фамилията са князе от Кралство Прусия и от 1861 г. – князе цу Зайн-Витгенщайн-Зайн („Fürst zu Sayn-Wittgenstein-Sayn“).

## Известни
- Пьотър Витгенщайн (Лудвиг Адолф Петер цу Зайн-Витгенщайн-Берлебург) (1768 – 1843), от 1834 г. княз, руски военачалник
- Лудвиг Адолф Фридрих цу Зайн-Витгенщайн-Зайн (1799 – 1866), княз от 1861 г., руски военачалник, син на Пьотър Витгенщайн
- Александер цу Зайн-Витгенщайн-Зайн (* 22 ноември 1943 в Залцбург), доайен на фамилията, предприемач